# Црква Свете Тројице у Заграђу
Црква Свете Тројице у Заграђу, насељеном месту на територији општине Куршумлија, припада Епархији нишкој Српске православне цркве. Са изградњом цркве посвећене Светој Тројици се почело 18. октобра 2008. године, када је постављен камен темељац и освећен темељ.
Тренутно је урађена комплетна спољна фасада, направљена је звонара и постављено звоно. Црква је омалтерисана изнутра и постављени су прозори и врата. Иконостас још увек није урађен. У плану је да се комплетна унутрашња фасада ослика и да се тек тада црква освешта.